# Albrecht Hase
Arndt Michael Albrecht Hase (* 16. März 1882 in Schmölln; † 20. November 1962 in Berlin-Dahlem) war ein deutscher Entomologe und Parasitologe, bekannt für Schädlingsbekämpfung von Läusen im Ersten Weltkrieg und danach, auch unter Einsatz von Giftgas.

## Leben
Hase studierte Naturwissenschaften an den Universitäten Marburg, Kiel, Halle an der Saale und Jena, legte 1908 das Staatsexamen für das Höhere Lehramt ab und wurde 1907 promoviert. Während seines Studiums wurde er 1903 Mitglied der Burschenschaft Arminia Marburg. 1910 wurde er Assistent am Zoologischen Institut der Landwirtschaftlichen Hochschule Berlin und 1911 an der Universität Jena, an der er sich habilitierte. 1914 wurde er als außerordentlicher Professor ans von Ludwig Plate geleiteten Zoologischen Institut berufen. Im Ersten Weltkrieg befasste er sich erfolgreich mit Schädlingsbekämpfung von Läusen, die in den Armeen und der Bevölkerung Fleckfieber übertrugen. Dazu meldete er sich 1915 als Freiwilliger und wurde als Feldarzt und Offizier eingesetzt und studierte die Läuse-Plage besonders im besetzten Polen. Auch nach dem Ersten Weltkrieg befasste er sich am von Fritz Haber geleiteten Kaiser-Wilhelm-Institut für Physikalische Chemie und Elektrochemie in Berlin mit dem Einsatz von Giftgas gegen Schädlinge, besonders Läuse und andere blutsaugende Insekten. Im Auftrag von Haber, der die Erfahrungen im Gaskrieg für die Schädlingsbekämpfung nutzbar machen wollte, hatte er schon ab 1917 den großflächigen Einsatz von Blausäure (das als Giftgas von Haber und Kollegen erprobt worden war) an der Ostfront und in Polen zur Entlausung erprobt. Nach dem Krieg entwickelte er mit dem Toxikologen Ferdinand Flury an Habers Institut Zyklon A (der Vorläufer des später von den Nationalsozialisten im Massenmord an den Juden eingesetzten Zyklon B) und publizierte mit diesem darüber 1920. 1919 wandte er Blausäure und Arsenverbindungen im Auftrag von Haber auch gegen Waldschädlinge wie den Kiefernspinner an in einer dazu bei Guben errichteten Versuchsstation. Hier wurden im Giftgaseinsatz erprobte eiserne Bomben und Thermit-Zünder zur Verteilung des Schädlingsbekämpfungsmittels getestet (Haber schwebte auch ein Abwurf von Flugzeugen vor). Ab 1920 war er an der Biologischen Reichsanstalt für Land- und Forstwirtschaft in Berlin-Dahlem tätig, an der er 1926 Oberregierungsrat wurde. Außerdem lehrte er an der Sozialhygienischen Akademie. Im Zweiten Weltkrieg war er wieder in der Armee mit Schädlingsbekämpfung befasst und danach als Abteilungsleiter am Nachfolger der Biologischen Reichsanstalt, der Biologischen Bundesanstalt für Land- und Forstwirtschaft in Berlin-Dahlem. Außerdem lehrte er an der Universität Berlin Angewandte Zoologie. Ab 1949 war er Hochschullehrer an der FU Berlin.
1928 gründete er die Zeitschrift für Parasitenkunde und war bis 1961 mit Unterbrechung von 1944 bis 1948 deren Mitherausgeber.
Er entwickelte Methoden zur Züchtung blutsaugender Insekten und erforschte deren Biologie mit dem Ziel, Methoden für ihre Bekämpfung zu erhalten.
1938/39 war er Präsident der Deutschen Zoologischen Gesellschaft.
Er wurde 1957 Mitglied der Akademie der Naturforscher Leopoldina (Sektion: Zoologie). 1962 wurde er Ehrenmitglied der Deutschen Gesellschaft für Parasitologie.

## Familie
Albrecht Hase heiratete 1918 in Hannover Eva (* 1888), Tochter des in Hannover tätigen Kaufmanns Julius Kugelmann  und der Louise Bauer. Mit seiner Ehefrau hatte er zwei Söhne und eine Tochter, darunter den auf die Transplantation innerer Organe spezialisierten Chirurgen Ottheinrich Hase (* 1921) sowie Gerda Hase, die den Professor für historische Geographie  H. Roy Merrens (* 1931) heiratete.

## Schriften
- Beiträge zur Biologie der Kleiderlaus, Zeitschrift für Angewandte Entomologie, Band 2, 1915, S. 265–359
- Beobachtungen und Untersuchungen über die Verlausung der Fronttruppen, Deutsche Militärärztliche Zeitschrift, Band 45, 1916, S. 291–308
- Über die Bekämpfung der Bettwanzen (Cimex lectularius L.) mit Cyanwasserstoff (Blausäure), Zeitschrift für angewandte Entomologie, Band 4, 1918, S. 297–309
- Praktische Ratschläge zur Entlausung der Zivilbevölkerung in Russisch-Polen, Berlin 1915
- Experimentelle Untersuchungen zur Frage der Läusebekämpfung, Zeitschrift für Hygiene und Infektionskrankheiten, Band 8, 1916, S. 319–378
- Die Zoologie und ihre Leistungen im Krieg 1914/18. Zugleich ein Beitrag zur angewandte Zoologie in Deutschland, Die Naturwissenschaften, Band 7, 1919, S. 105–112
- Über die erste deutsche Forstentomologische Feldstation, Zeitschrift für Angewandte Entomologie, Band 6, 1920, S. 390–400
- Feldzug gegen Insekten: Kriegserinnerungen, in: 20 Jahre Schädlingsbekämpfung, Hrsg. von der Degesch, Frankfurt 1937, S. 21–33
- Als Zoologe im Krieg, zugleich ein Beitrag zur angewandten Entomologie im Kriege, Der Biologe, Band 10, 1936, S. 331–340